# Pleuroptya expictalis
Pleuroptya expictalis là một loài bướm đêm trong họ Crambidae.